# Резвых, Леонид Степанович
Леони́д Степа́нович Резвы́х (24 июня 1920, Уржумский уезд, Вятская губерния — 28 февраля 1959, Берёзовский, Кемеровская область) — старшина Рабоче-крестьянской Красной Армии, участник Великой Отечественной войны, Герой Советского Союза (1945).

## Биография
Леонид Резвых родился 24 июня 1920 года в деревне Хабазы. С раннего возраста проживал сначала в Красноярском крае, затем в Казахской ССР. После окончания средней школы работал мастером-галантерейщиком в Алма-Ате. В октябре 1940 года Резвых был призван на службу в Рабоче-крестьянскую Красную Армию. Окончил полковую школу. С ноября 1941 года — на фронтах Великой Отечественной войны.
К январю 1945 года старший сержант Леонид Резвых командовал отделением 206-го инженерно-сапёрного батальона 34-й инженерно-сапёрной бригады 33-й армии 1-го Белорусского фронта. Отличился во время освобождения Польши. В ночь с 13 на 14 января 1945 года отделение Резвых успешно проделало проходы в минных полях и проволочных заграждениях противника для пехоты и танков. Только противотанковых мин ими было обезврежено 297 противотанковых мин, благодаря чему на проходах не было ни одного случая подрыва танков.
Указом Президиума Верховного Совета СССР от 27 февраля 1945 года за «образцовое выполнение боевых заданий командования на фронте борьбы с немецкими захватчиками и проявленные при этом отвагу и геройство» старший сержант Леонид Резвых был удостоен высокого звания Героя Советского Союза с вручением ордена Ленина и медали «Золотая Звезда».
После окончания войны Резвых был демобилизован. Проживал в городе Берёзовский Кемеровской области, работал на шахте. Скоропостижно умер 28 марта 1959 года.
Был также награждён орденами Красного Знамени, Отечественной войны 2 степени и Красной Звезды, рядом медалей.
В честь Резвых названа улица и установлена стела в Березовском.

## Комментарии
1. ↑  Деревня Хабазы, относившаяся к Пилинской, в 1920-е годы — к Уржумской волости Уржумского уезда, в последующем входила в состав Селенурского сельсовета Уржумского района Кировской области; не сохранилась[1].